# Ellen Corby
Ellen Corby (Racine, Wisconsin, 3 de juny de 1911 − Woodland Hills, Los Angeles, Califòrnia, 14 d'abril de 1999) va ser una actriu i guionista estatunidenca.

## Biografia[1][2]
Ellen Hansen va néixer a Racine, Wisconsin, de pares immigrants de Dinamarca. Es va criar a Filadèlfia, Pennsylvania. El teatre d'afeccionats de l'institut la va portar a Atlantic City el 1932, on va treballar poc temps com a corista. Es va traslladar a Hollywood aquell mateix any i va aconseguir feina com a guionista a la RKO i als Hal Roach Studios, on sovint treballava en les comèdies Our Gang, al costat del seu marit futur, el cinematògraf Francis Corby.
Corby va començar la seva carrera com a guionista del western de la Paramount Pictures Twilight on the Trail. Encara que havia participat en més de trenta pel·lícules els anys 1930 i els 1940, incloent-hi  Babes a Toyland  i It's a Wonderful Life, el seu primer paper als crèdits va ser el 1945, interpretant una criada a Cornered de la RKO.
El 1948 va rebre una nominació per l'oscar a la millor actriu secundària i pel Globus d'Or a la millor actriu secundària per a la seva actuació a Mai l'oblidaré (1948). Durant les quatre següents dècades, va treballar al cinema i la televisió, sobretot interpretant papers de criades, secretaries, cambreres o xafarderes, sovint en westerns, i va tenir un paper recurrent com a "Henrietta Porter" a Trackdown (1957–59).
Els papers de televisió incloïen aparicions a Wagon Train, Cheyenne, Dragnet (diversos episodis), Rescue 8, The Restless Gun (dos episodis), The Rifleman, Fury, The Donna Reed Show, Hazel, I Love Lucy, Dennis the Menace, Tightrope, Bonanza, Meet McGraw, The Virginian, Channing, Alfred Hitchcock Presents, Batman, Superagent 86, Gomer Pyle, La família Addams, The Beverly Hillbillies, The Andy Griffith Show, i Night Gallery. Des de 1965 a 1967, tenia un paper que es repetia en la sèrie de televisió de la NBC Please Don't Eat the Daisies, basada en una anterior pel·lícula de Doris Day.
El seu paper més conegut arribava el 1971 amb el paper de l'àvia Esther Walton al telefilm The Homecoming: A Christmas Story, que va servir de pilot per The Waltons. El seu marit, Zebulon Walton, va ser interpretat per l'actor Edgar Bergen. Corby continuaria el seu paper en la sèrie de televisió setmanal The Waltons. (Era l'única actriu adulta des de l'original pilot Homecoming que seguiria amb el seu paper a la sèrie.) L'actor Will Geer va interpretar el seu marit en la sèrie des de 1972 fins a la seva mort el 1978, aleshores el personatge de Zebulon Walton estava enterrat també.
La sèrie es va emetre de 1972 a 1981, i va suposar sis pel·lícules de seqüela. Per al seu treball a The Waltons, va guanyar tres premis Emmy i tres nominacions més com a millor actriu secundària. Va deixar-la el 1977, a causa d'un cop que havia patit el novembre de 1976, i que deteriorava el seu discurs i limitava severament la seva mobilitat i funcionalitats. Va tornar a la sèrie durant l'episodi final de la temporada 1977-78, amb el seu personatge descrivia també com recuperar-se d'un cop.
Va romandre amb The Waltons fins al final de la temporada 1978-79, on Esther Walton lluita amb els seus dèficits com Corby ho fa en la vida real. Encara que Corby es podia comunicar després del seu cop, les línies del seu personatge es limitaven normalment a una paraula o diàleg d'una frase.

## Vida privada
Ellen Hansen es va casar el 1934 amb Francis Corby, un director de cinema que era vint anys més gran; es divorciaven el 1944. La unió no va tenir fills i mai no es va tornar a casar. Francis Corby moriria el 1956.
Va patir un cop el novembre de 1976, del qual es va recuperar i va retornar al seu paper a The Waltons el març de 1978. El seu cop es va incorporar a la sèrie, amb Grandma Walton també patínt un cop i havent de lluitar per recobrar la parla. El seu últim paper va ser a A Walton Easter  (1997). Ellen Corby va morir al Motion Picture & Television Country House and Hospital a Woodland Hills, Los Angeles, Califòrnia, als 87 anys. El seu mausoleu és a Forest Lawn Memorial Park, Glendale, Califòrnia.

## Filmografia

### com a actriu
- 1933: Rafter Romance : Advocat
- 1933: Companys de gresca (Sons of the Deser):
- 1934: Twisted Rails : Petit paper
- 1935: Speed Limited Speed Limited: Secretària
- 1936: The Broken Coin: Petit paper
- 1945: Cornered Cornered : criada francesa
- 1946: The Scarlet Horseman : Mrs. Barnes
- 1946: L'escala de cargol (The Spiral Staircase): Veïna
- 1946: D'avui en endavant (From This Day Forward): Mare
- 1946: The Dark Corner: Criada
- 1946: Manicomi (Bedlam): Reina de les carxofes
- 1946: The Truth About Murder: Betty
- 1946: In Old Sacramento: dona de la neteja
- 1946: Lover Come Back: Rita
- 1946: Cuban Pete Cuban Pete : Pacient cridanera
- 1946: Fins a la fi del temps (Till the End of Time): Mrs. Sumpter
- 1946: Crack-Up : criada de Reynold
- 1946: La germana Kenny (Sister Kenny): dona de la neteja de l'Hospital
- 1946: The Locket: noia a la cuina
- 1946: Que bonic que és viure (It's a Wonderful Life): Miss Davis
- 1947: Beat the Band: mare de Gertrude
- 1947: Born to Kill: 2a criada
- 1947: Nit eterna (The Long Night): Dona en la multitud
- 1947: Living in a Big Way: dona del mariner amb el braç trencat
- 1947: No se'm creuran (They Won't Believe): Dona de la neteja
- 1947: The Bachelor and the Bobby-Soxer: espectadora a la sala d'un jutjat
- 1947: The Fabulous Joe: Cathy
- 1947: The Hal Roach Comedy Carnival: Cathy
- 1947: Driftwood: dona excitable
- 1947: Railroaded!: Mrs. Wills
- 1947: For ever Amber: Marge
- 1948: If You Knew Susie: dona
- 1948: Mai l'oblidaré (Remember Mama): Tia Trina
- 1948: The Noose Hangs High: Hilda
- 1948: Fighting Father Dunne: secretària de Colpeck
- 1948: The Dark Past: Agnes
- 1949: Strike It Rich: Mrs. Harkins
- 1949: Rusty Saves a Life: Miss Simmons
- 1949: El secret d'una dona (A Woman's Secret): Infermera
- 1949: Donetes (Little Women): Sophie
- 1949: The Judge Steps Out: Mare a la festa
- 1949: Ernest B. Schoedsack (Mighty Joe Young): dona a l'orfanat
- 1949: Madame Bovary: Felicite
- 1950: Captain China: Miss Endicott
- 1950: Engabiada (Caged): Emma Barber
- 1950: The Gunfighter: Mrs. Devlin
- 1950: Peggy: Mrs. Privet
- 1950: Edge of Doom Edge of Doom: Mrs. Jeanette Moore
- 1950: L'envejosa (Harriet Craig): Lottie
- 1951: The Mating Season de Mitchell Leisen: Annie
- 1951: Good bye my fancy: Miss Birdshaw
- 1951: On Moonlight Bay: Miss Mary Stevens
- 1951: Here Comes the Groom: Mrs. McGonigle
- 1951: Angels in the Outfield: Sor Veronica
- 1951: The Barefoot Mailman : Miss Della
- 1951: The Sea Hornet: Mrs. Drinkwater
- 1952: La llei de la força (The Big Trees) de Felix Feist: Sor Blackburn
- 1952: Fearless Fagan: Mrs. Ardley
- 1952: Durch den Monsun: Katie
- 1953: The Story of Three Loves
- 1953: Woman They Almost Lynched: Primera dona
- 1953: Arrels profundes (Shane): Liz Torrey
- 1953: The Vanquished: Mrs. Barbour
- 1953: A Lion Is in the Streets: Dona que canta
- 1954: Untamed Heiress: Mrs. Flanny
- 1954: The Bowery Boys Meet the Monsters : Amelia Gravesend
- 1954: Susan Slept Here: cambrera cafeteria
- 1954: About Mrs. Leslie : Mrs. Croffman
- 1954: Sabrina, de Billy Wilder: Miss McCardle
- 1955: Illegal: Miss Hinkel
- 1956: The Go-Getter: La criada
- 1956: Lleugerament escarlata (Slightly Scarlet): Martha
- 1956: Stagecoach to Fury : Sarah
- 1957: Night Passage: Mrs. Feeney
- 1957: God Is My Partner: Mrs. Dalton
- 1957: Rockabilly Baby: Mrs. Wellington
- 1957: All Mine to Give : Mrs. Raiden
- 1958: Vertigen (D'entre els morts) (Vertigo): Gerent de l'hotel McKittrick
- 1958: As Young as We Are: Mettie McPherson
- 1958: Macabre : Miss Kushins
- 1960: Un marcià a Califòrnia (Visit to a Small Planet): Mrs. Mabel Mayberry
- 1961: Un gàngster per a un miracle (Pocketful of Miracles): Soho Sal
- 1962: Saintly Sinners : Mrs. McKenzie
- 1963: The Caretakers: Irene
- 1963: Quatre tipus de Texas (4 for Texas): Widow
- 1964: The Strangler: Mrs. Kroll
- 1964: Hush... Hush, Sweet Charlotte: Lily
- 1965: The Family Jewels: passatgera de l'avió Passenger
- 1966: The Ghost and Mr. Chicken : Miss Neva Tremaine
- 1966: The Night of the Grizzly : Hazel Squires
- 1966: The Glass Bottom Boat: Anna Miller
- 1967: The Gnome-Mobile: Etta Pettibone
- 1968: The Mystery of Edward Sims (TV): Dona a l'oficina de Burton Ridge
- 1968: La llegenda de Lylah Clare (The Legend of Lylah Clare): guionista
- 1969: Angel in My Pocket : Dona gran
- 1969: Ruba al prossimo tuo: Mrs. Walker
- 1971: Cannon (TV): professor
- 1971: També un pistoler necessita ajuda (Support Your Local Gunfighter): Abigail
- 1971: A Tattered Web (TV): Mrs. Simmons
- 1971: The Homecoming: A Christmas Story (TV): Àvia Walton
- 1972: Napoleon and Samantha: Gertrude
- 1972 -1977: The Waltons; (sèrie TV): Esther Walton
- 1974: The Story of Pretty Boy Floyd (TV): Ma Floyd
- 1981: All the Way Home (TV): Great-Gandmaw
- 1982: A Wedding on Walton's Mountain (TV): Àvia Walton
- 1982: A Day for Thanks on Walton's Mountain (TV): Àvia Walton
- 1993: A Walton Thanksgiving Reunion (TV): Àvia Walton
- 1995: A Walton Wedding (TV): Àvia Walton
- 1997: A Walton Easter (TV): Àvia Walton

### com a guionista
- 1936: The Broken Coin
- 1941: Twilight on the Trail

## Premis i nominacions[3]

### Premis
- 1949: Globus d'Or a la millor actriu secundària per Mai l'oblidaré
- 1973: Primetime Emmy a la millor actriu secundària en sèrie dramàtica per The Waltons
- 1974: Globus d'Or a la millor actriu secundària de televisió per The Waltons
- 1975: Primetime Emmy a la millor actriu secundària en sèrie dramàtica per The Waltons
- 1976: Primetime Emmy a la millor actriu secundària en sèrie dramàtica per The Waltons

### Nominacions
- 1949: Oscar a la millor actriu secundària per I Mai l'oblidaré
- 1973: Globus d'Or a la millor actriu secundària de televisió per The Waltons
- 1974: Primetime Emmy a la millor actriu en sèrie dramàtica per The Waltons
- 1975: Globus d'Or a la millor actriu secundària de televisió per The Waltons
- 1977: Globus d'Or a la millor actriu secundària en televisi per The Waltons (1971)
- 1977: Primetime Emmy a la millor actriu en sèrie dramàtica per The Waltons
- 1978: Primetime Emmy a la millor actriu en sèrie dramàtica per The Waltons